# Татаринов, Константин Адрианович
Константи́н Адриа́нович Тата́ринов (29 августа 1921, Ростов-на-Дону — 2001, Львов) — профессор, териолог, палеонтолог, зоолог-фаунист, исследователь современной и ископаемой фауны позвоночных Волыно-Подолья и западных земель Украины, член Совета Украинского териологического общества. Член Союза журналистов.

## Биография
- Родился в городе Ростове 29 августа 1921 года.
- 1923—1941 — обучение в Киеве.
- С 1938 — студент Киевского государственного университета; с началом военных действий на Украине продолжил обучение в городе Майкопе, где тогда находился в эвакуации Одесский университет. Получил диплом биолога.
- Участвовал во Второй мировой войне в составе миномётных частей, освобождая Крым, Западную Украину, Венгрию, Чехию; получил 14 военных и памятных наград.

## Научная карьера
Научно-педагогическая деятельность, к которой Татаринов возвращается в 1947, в значительной степени приходится на работу в Львовском природоведческом музее НАНУ, где работал до 1958. Константин Татаринов работал над созданием биогрупп, обоснованием целесообразности создания звероводческих хозяйств, строительством стационара «Полонина Пожижевская», спасением от уничтожения спецслужбами собрания иностранной литературы и созданием коллекции шкурок млекопитающих, собранием коллекций ископаемых позвоночных.Читал лекции по зоогеографии для студентов-географов Львовского университета. После смерти К. А. Татаринова, его вдова (Валентина Ивановна Ожирельева) передала коллекцию ископаемых позвоночных животных Государственному природоведческому музею НАН Украины.
В 1958—1963 годах Константин Татаринов работал преподавателем и заведующим зоологической кафедры Кременецкого педагогического института. В это время им организованы ежегодные выездные полевые практики будущих преподавателей биологии, созданы учебные (музейные коллекции шкурок птиц и млекопитающих, развернуты спелеозоологические исследования, подготовлены и изданы учебники «Хрестоматия по зоологии» и «Зоология позвоночных», выпущен ряд научных статей об ископаемых птицах, мелких млекопитающих и дельфинов Подолья.
В 1963 году Татаринов возвращается во Львов и должность доцента-лесовода Лесотехнического института. Среди его выпускников — специалисты А. Слободян, Б. Колесник, В. Гулай и другие.
Дальнейшие исследования фауны неоген-антропогеновых позвоночных Подолья и Прикарпатья завершились защитой (1970) диссертации и изданием одноимённой монографии (1973), а также получением профессорского звания (1973) кафедры биологии Львовского медицинского института (1973).
Работа заведующим кафедры биологии ЛМИ ознаменовались новым Зоологическим музеем, новыми учебными курсами (в частности, Генетика, Паразитология, Эволюция систем органов), новыми дипломниками, новой волной организаторской работы (Малая академия наук), новым справочником «Биология» для студентов медицинских институтов; в дальнейшем — написания новой книги («Человек и мир зверей», 1980), продолжение путешествий и пополнения охотничьего опыта, соавторство в сводках.
С февраля 1986 года работал в Львовском лесотехническом институте (кафедра лесоводства) и на курсах повышения квалификации работников Украинского общества охотников и рыболовов.

## Труды
Константин Татаринов написал более 800 публикаций. Две научные монографии, участие в более 10 монографических сводках (в частности, разделы о животном мире в сериале «Природа областей»), 13 научно-популярных и 12 учебных и методических книг, среди которых возведение «Звери (а впоследствии — „Позвоночные...“) западных областей Украины», учебник и хрестоматия по зоологии позвоночных, несколько справочников о пещерах Подолья и их ископаемых и современной фауне, четыре учебника и справочника по охотоведения и тому подобное.
Около 260 печатных листов популярно-научных и учебно-методических трудов, то есть более 6 тысяч печатных листов, в том числе пособия, справочники, сводки, учебники, путеводители, энциклопедические и сугубо научные статьи.

### Монографии
- «Звірі західних областей України»
- «Фауна хребетних заходу України»

### Статьи
- К распространению и экологии саламандры в Северо-Восточных Карпатах. Наук. зап. Київ, университету, т. IX, вип. 6. Київ, 1950.
- Біоценотичні фактори поширення степового тхора на заході УРСР. 36. праць зоомузею АН УРСР, № 25. Київ, 1952.
- Нарис фауни ссавців деревних насаджень району м. Львова. Наук. зап. Природознавчого музею ін-ту агробіології АН УРСР, т. II, Київ, 1952.
- Ондатра у верхів'ях Дністра і перспективи її використання. Наук. зап. Природознавчого музею Ін-ту агробіології АН УРСР, т. II. Київ, .,1952.
- Гризуни — шкідники сільськогосподарських культур західних і Закарпатської областей УРСР та методи боротьби з ними. Праці Ін-ту агробіології АН УРСР, т. І. Київ, 1963.
- До питання про біологію і поширення сірої полівки в Східних Карпатах. Праці Ін-ту агробіології АН УРСР, т. V. Київ, 1954.
- Карпаты как охотничий район. — В кн.: Охота на Украине. Киев, Сельхозгиз, 1954.
- К распространению и биологии снежной полёвки в Восточных Карпатах. — Бюлл. Моск. о-ва испытан, природы отд. биолог., т. LIX, вып. I, 1954.
- Ондатра в західних областях УРСР і перспективи її використання.- 36.: Питання розвитку продуктивних сил західних областей УРСР. Київ, Вид-во АН УРСР, 1954.
- Щури звичайні у верхів'ях Дністра. Наук. зап. Львів, науково-природозиавчого музею АН УРСР, т. III. Київ, 1954.
- До питання про вертикальне поширення ссавців у Східних Карпатах. Наук. зап. природознавчого музею Львів, філіалу АН УРСР, т. IV. Київ, 1955.
- Елементи екології та шкідлива діяльність рудої лісової полівки в південно-західній частині України. Наук. зап. природознавчого музею Львів. філіалу АН УРСР, т. V. 1956.
- Создание заповедника — реальная возможность охраны карпатской фауны. Охрана природы в западных областях УССР, ч. 2, Львов, 1957.
- Анализ фауны грызунов Горного Крыма, Карпат и Балкан. Конф. по изучению флоры и фауны Карпат и прилегающих территорий. Киев, 1960.
- О фенологических наблюдениях над карпатской фауной наземных позвоночных животных. Труды фенологического совещания. Л., 1960.
- Питание сипухи Tyto alba (Scop.) и сонорных районах Пан-нонской низменности. Труды проблемных и тематических совет. ЗИН, вып. 9, Л., 1960.
- О роющей деятельности малой водяной полёвки на субальпийских лугах Карпат.-«Зоолог, журн. АН СССР», т. XI, вып. 5, 1901.
- Плейстоценові і голоценові ссавці Кременецьких гір. Наук, зап. Кременецького педінституту, т. VII. Тернопіль, 1962.
- Питание сипухи во Львовской области. — Сб.: Орнитология, вып. 7. М., 1965.
- Вивчення, відтворення, раціональне використання і охорона фауни хребетних західних областей України. Охорона природи західних областей України. Львів, Вид-во Львів, ун-ту, 1966.
- Тваринний світ.- У кн.: Природа Українських Карпат. Львів. Вид-во Львів, ун-ту, 1968.
- К формированию синантропного образа жизни у некоторых птиц и млекопитающих на западе Украины. — Сб.: Синантропизация и доместикация животного населения. Изд-во МОИП, 1969.
- Наземные позвоночные г. Львова и его окрестностей. Докл. и сообщ. Львов, отдел, географич. о-ва. Львов, 1969.
- До екології та чисельності деяких мишовидних Страдчанського лісництва.- 36.: Лісівницькі дослідження на Розточчі. Львів, «Каменяр», 1972.

### В соавторстве
- «Заповедники Украины и Молдавии» (1987)
- «Раціональне ведення мисливського господарства» (1987).

## Путешествия
Татаринов путешествовал по Советскому Союзу, Северной Африке, Центральной Америке, Западной Европе.